# Ослобођени бола (књига)
Ослобођени бола : откријте моћ свог тела да превлада физички бол (енгл. Freedom from pain : discover your body's power to overcome physical pain) је књига за самопомоћ америчког терапеута Питера А. Левина (енгл. Peter A. Levine) и Меги Филипс (енгл. Maggie Phillips) објављена 2011. године.  Издавачка кућа Арете објавила је књигу на српски језик 2024. године у преводу Јелене Ниџовић.

## О књизи
Књига Ослобођени бола : откријте моћ свог тела да превлада физички бол се темељи на претпоставци да бол није само физичка манифестација, већ и психолошка порука која може бити разрешена схватањем и активацијом унутрашњих ресурса тела.
Књига доноси текстове који говоре о томе како да се ослободимо бола. Представља револуционарни приступ разумевању и лечењу физичког бола кроз синтезу дубоких психолошких увида и практичних вежби. Намењена је свима онима који пате од хроничног бола, након операција, рехабилитација и узимања лекова. Два пионира у области опоравка од бола и трауме баве се кључним недостајућим фактором који је неопходан за дугорочно исцељење: решавањем нерешене емоционалне трауме која се налази у телу. Инспирисани својим оснивачким радом у процесу соматског искуства и јединственим увидима стеченим током деценија клиничког успеха, Питер Левин и Меги Филипс показују како да: смиримо претерано реактивну „борбену“ реакцију тела на бол, ослободимо се страха, фрустрације и депресије појачане претходним траумама и изградимо унутрашњу отпорност и саморегулацију, ублажимо бол која је изазвана последицама повреда, хируршких процедура, стањима зглобова и мишића, мигрена и других изазова, без обзира да ли желимо да започнемо стратегију бриге о себи или да појачамо свој тренутни програм лечења. Књига Ослобођени бола нам пружа проверене алате који ће вам помоћи да доживимо дугорочно олакшање.
Др Питер Левин и др Меги Филипс из свог огромног клиничког и животног искуства у књизи нуде многе практичне вежбе и приче које указују на ресурсе вашег тела који ће нас одвести до слободе од бола и повећати квалитет нашег живота. Оно што је најважније је то што ћемо нас научити како наше тело може бити наш најдрагоценији савезник у процесу лечења, а не непријатељ који нас повређује и немилосрдно блокира наш напредак.Аутори здруженим снагама читаоцима представљају јединствени програм који обећава ослобођење од бола.